# Les Tuileries (Monet)
Pour les articles homonymes, voir Les Tuileries.
Les Tuileries est un tableau réalisé par le peintre français Claude Monet en 1876. Cette huile sur toile est un paysage urbain exécuté depuis l'appartement de Victor Chocquet au 198, rue de Rivoli, à Paris. Elle représente le jardin des Tuileries en légère plongée, avec un bassin au premier plan et le pavillon de Marsan à gauche. Exposée à la troisième exposition impressionniste (1877), elle est un temps la propriété du collectionneur Georges de Bellio. Elle est, depuis un don en 1940, conservée au musée Marmottan Monet.
L'œuvre est répertoriée au catalogue raisonné de Monet, Volume II, édité en 1996 par le Wildenstein Institute, sous le numéro de référence W401.

## Autres versions
Dans le même catalogue raisonné, Daniel Wildenstein mentionne 3 autres tableaux au même sujet. Il s'agit du tableau Le Jardin des Tuileries (W402) et de 2 esquisses: Les Tuileries et Vue des Tuileries (W403 et W404), dont la première esquisse fait partie de la collection du Musée d'Orsay à Paris.

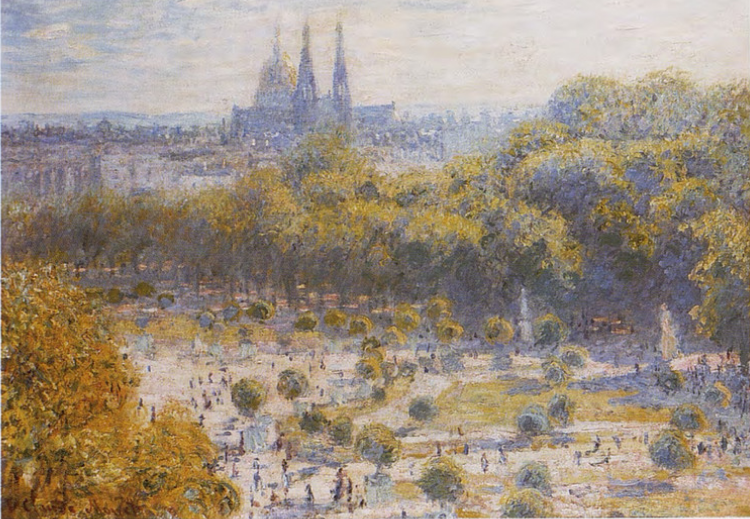
Le Jardin des Tuileries, collection particulière
Les Tuileries (esquisse), Musée d'Orsay, inv. RF 2705
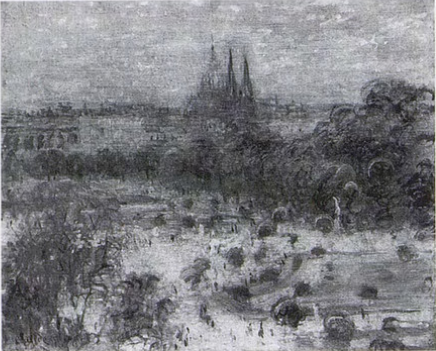
Vue des Tuileries (esquisse), collection particulière

## Influence sur d'autres artistes

### Camille Pissarro
À peu près un quart de siècle plus tard, Camille Pissarro peint — à partir d'un appartement au n° 204 Rue de Rivoli, qu'il loue depuis 1898, avec vue plongeante sur le jardin des Tuileries —, plusieurs tableaux post-impressionnistes de ces jardins, inspirés des peintures de Monet de 1876, dont, entre autres: 
- "Le Jardin des Tuileries un après-midi d'hiver" et "Le Jardin des Tuileries un après-midi de printemps", peints en 1899, qui font partie de la collection du Metropolitan Museum of Art à New York[1],[2];
- "Le Jardin des Tuileries", peint en 1900, qui fait partie de la collection du musée de l'Ermitage à Saint-Pétersbourg[3];
- Une version de 1900, conservée à la Kelvingrove Art Gallery and Museum, Glasgow, Royaume-Uni, intitulée "Les jardins des Tuileries", qui adopte un point de vue fort similaire aux "Tuileries" du musée Marmottan Monet[4];
- Une autre version de 1900, conservée au Kreeger Museum à Washington D.C., intitulée "Les jardins des Tuileries, été", qui adopte un point de vue fort similaire aux 3 autres versions des "Tuileries" de Monet[5].